# Friedenszins
Friedenszins (auch Friedenskronzins und Friedenskronenzins) ist ein Begriff aus dem österreichischen Mietrecht.
Bezogen hat sich der Friedenszins, der eine gesetzlich geregelte Höchstmiete war, auf Mietverträge von Wohnungen und Geschäftsräumen, die vor dem 1. August 1914 geschlossen wurden. Berechnet wurde er in Kronen.
Eingeführt wurde dieser Mieterschutz im Jahr 1917, als kriegsbedingt drei Viertel aller Wohnungen überbelegt waren. Dadurch sollten vor allem Soldaten und deren Familien vor Mieterhöhungen und Kündigungen geschützt werden. Die Einfrierung der Mieten auf den Friedenszins („Krone ist Krone“) kombiniert mit der massiven Geldentwertung nach Kriegsende und einem weitgehenden Mieterschutz, führte dazu, dass das (im engeren Familienkreis vererbbare) Mietrecht an Wohnungen über mehrere Jahrzehnte zu einem eigentumsähnlichen Recht wurde. Dies hatte eine fühlbare finanzielle Entlastung der Mieter zur Folge (kleinere Wohnungen kosteten nun pro Monat das Äquivalent weniger Packungen Zigaretten). Für die Vermieter hingegen kam dies einer schleichenden Enteignung gleich, wodurch der vor 1914 sehr bedeutende Bau von privaten Zinshäusern mangels erzielbarer Renditen zum Stillstand kam. Der an seiner Stelle einsetzende kommunale Wohnbau der Zwischenkriegszeit war steuerfinanziert. Notwendige Reparaturen an Altbauten konnten im Falle nicht ausreichender Mieteinnahmen der Hauseigentümer in einem behördlich zu genehmigenden Umlageverfahren nach § 7 Mietengesetz (später § 18 MRG (Mietrechtsgesetz)) finanziert werden. Da sich diese Erhaltungsarbeiten stark auf die effektive Miete auswirkten, waren sie bekannt als § 7-Renovierung.
Seit dem Inkrafttreten des Mietrechtsgesetzes (MRG) 1982 hatten Vermieter die Möglichkeit Mietzinse, die noch auf Basis des Friedenszinses vereinbart worden waren, anzuheben (Erhaltungs- und Verbesserungsbeiträge), wobei diese Beiträge im § 45 MRG so gedeckelt waren, dass auch nach damaligen Marktverhältnissen die Mietzinse im eher symbolischen Bereich blieben.
Der Friedenszins stellt seither keine gesetzliche Mietzinsbegrenzung mehr dar. Bereits 1967 war der Friedenszins für den Abschluss neuer Mietverträge als Mietzinsobergrenze abgeschafft worden. Es sind aber noch heute vereinzelte Friedenskronen-Verträge in Kraft, da ja noch Mieter, die vor 1968 gemietet haben, am Leben sind, oder die Verträge von eintrittsberechtigten Erben übernommen wurden.
Im Jahr 2017 bestanden in Österreich noch etwa 55.000 Mietverhältnisse, deren Mietzins auf den historischen Friedenszins zurückzuführen war.